# Wincenty Wirski
Wincenty Wirski właśc. Wincent Georg Olszanski (ur. 15 lutego 1915 w Poznaniu, zm. 1939) – polski bokser.

## Kariera sportowa

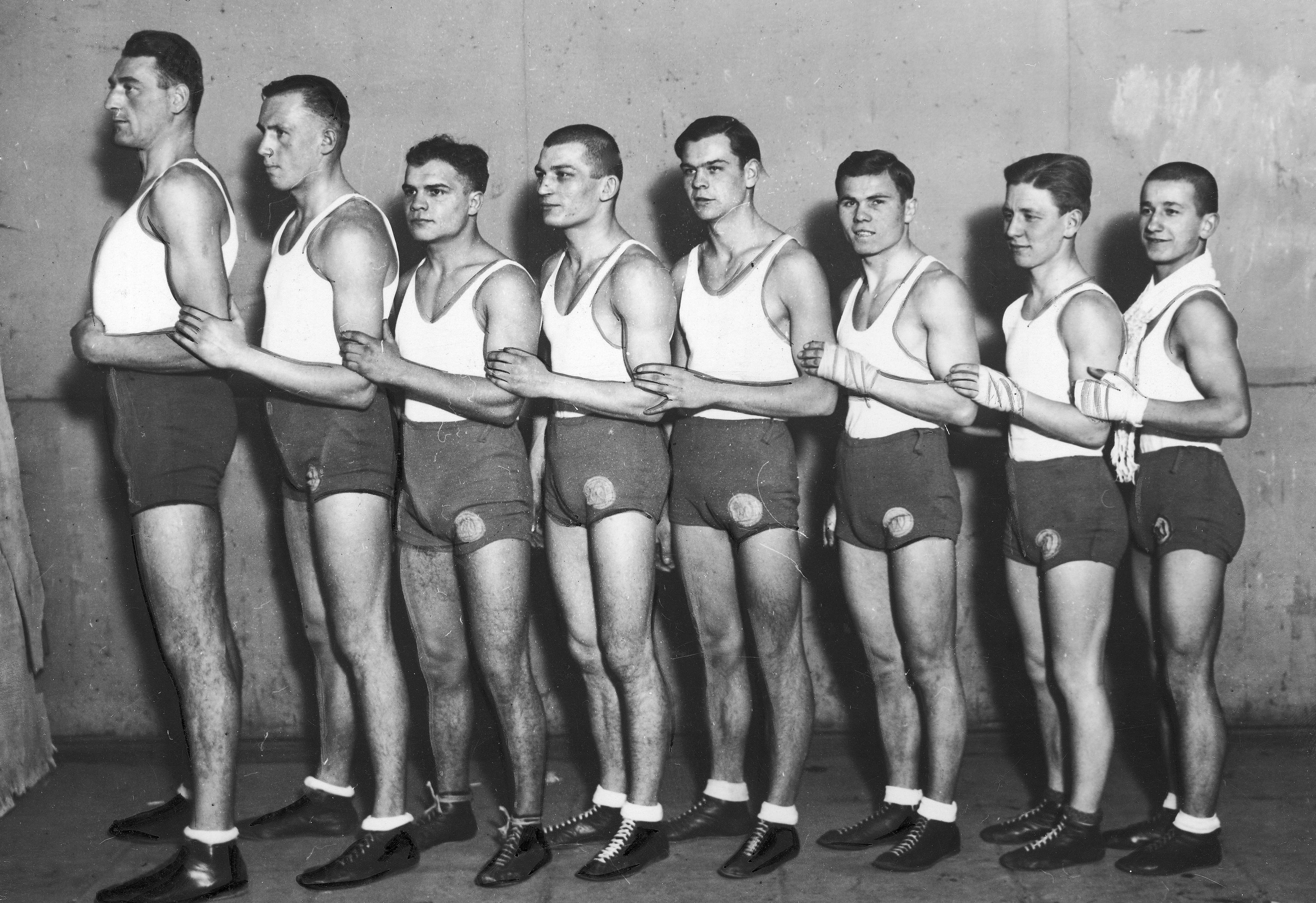
Drużyna bokserska Warty Poznań (1935). Stoją od lewej: Stanisław Piłat, Franciszek Szymura, Antoni Kruszyna, Janisław Sipiński, Władysław Jarecki, Tadeusz Rogalski, Wincenty Wirski i Edmund Sobkowiak.

Był wychowankiem i zawodnikiem klubu Warta Poznań, gdzie z boksem zapoznał się w 1931 roku. Startując w mistrzostwach Polski, został wicemistrzem kraju w 1933 w wadze muszej, oraz dwukrotnie zdobył mistrzostwo w 1935 i 1936 w kategorii koguciej. Sześciokrotnie z Wartą wywalczył drużynowe mistrzostwo Polski w 1933, 1934, 1935, 1936, 1937 i 1938. Należał do młodych, utalentowanych zawodników polskiego boksu.
Poległ w czasie kampanii wrześniowej w 1939 roku.